# SHOOT BOXING 2019 act.2
SHOOT BOXING 2019 act.2（シュートボクシング2019アクト2）は、シュートボクシングの大会の一つ。2019年4月27日、東京都文京区後楽で開催される。

## 大会概要
4月20日に行われたREBELS.60に続き、SHOOT BOXING vs REBELS の対抗戦が行われた。
結果は、SBvsREBELSは互いに2勝。イーブンに終わった。

メインでは海人が、豪州最強ムエタイ戦士チャド・コリンズと対戦し、大差をつけてコリンズの判定勝ち。

## 試合結果
第1試合 68.0㎏契約 フレッシュマンクラスルール　3分3R延長2R
◯  日本 村田義光 vs.  日本 SHINGO ×
2R 1分 終了 KO（チョークスリーパー）
第2試合 SB日本フェザー級（57.5kg） エキスパートクラス特別ルール　3分3R延長無制限R
◯  日本 笠原友希 vs.  日本 手塚翔太 ×
1R 1分19秒 終了 KO（右フック）
第3試合 63.0kg契約 エキスパートクラス特別ルール　3分3R延長無制限R
◯  日本 未奈 vs.  韓国 イェジン・ハン ×
3R 終了 判定3-0（30-27、30-26、30-26）
第4試合 SB日本ライト級（62.5kg） エキスパートクラス特別ルール　3分3R延長無制限R
◯  日本 村田聖明 vs.  日本 マサ佐藤 ×
3R 終了 判定3-0（29-28、29-28、30-27）
第5試合 68.0kg契約 エキスパートクラス特別ルール　3分3R延長無制限R　※ヒジ打ちあり
◯  日本 宍戸大樹 vs.  日本 喜入衆 ×
1R 終了 判定 TKO（左ヒジによるカットでドクターストップ）
第6試合 SB日本女子ミニマム級（48.0kg） エキスパートクラス特別ルール　3分3R延長無制限R
◯  日本 MIO vs.  日本 TOMOMI ×
3R 終了 判定3-0（三者とも30-28）
第7試合 SHOOT BOXING vs REBELS 対抗戦 先鋒戦　67.5kg契約 エキスパートクラス特別ルール　3分3R延長無制限R
◯  日本 UMA vs.  日本 奥山貴大 ×
3R 終了 判定2-0（29-29、30－29、30－28）
第8試合 SHOOT BOXING vs REBELS 対抗戦 次鋒戦　58.0kg エキスパートクラス特別ルール　3分3R延長無制限R　※ヒジ打ちあり
◯  日本 笠原弘希 vs.  日本 小笠原裕典 ×
3R 終了 判定3-0（三者とも30-27）
第9試合 SHOOT BOXING vs REBELS 対抗戦 副将戦　55.5kg契約 エキスパートクラス特別ルール　3分3R延長無制限R　※ヒジ打ちあり
◯  日本 小笠原瑛作 vs.  日本 植山征紀 ×
3R 終了 判定3-0（三者とも30－29）
第10試合 SHOOT BOXING vs REBELS 対抗戦 大将戦　65.0kg契約 エキスパートクラスルール　3分3R延長無制限R
◯  日本 西岡蓮太 vs.  日本 不可思 ×
3R 終了 判定3-0（三者とも30-29）
第11試合 66.0kg契約 エキスパートクラスルール　3分5R延長無制限R　※ヒジ打ちあり
◯  オーストラリア チャド・コリンズ vs  日本 海人 ×
3R 終了 判定3-0（50-48、49-48、50-48）